# Ichke-Jergez
Ichke-Jergez (ryska: Ичке-Жергес) är en ort i Kirgizistan.   Den ligger i oblastet Ysyk-Köl Oblusu, i den östra delen av landet, 300 km öster om huvudstaden Bisjkek. Ichke-Jergez ligger 1 832 meter över havet och antalet invånare är 1 913.
Terrängen runt Ichke-Jergez är varierad. Runt Ichke-Jergez är det mycket glesbefolkat, med 5 invånare per kvadratkilometer. Närmaste större samhälle är Ak-Suu, 15,9 km väster om Ichke-Jergez. Trakten runt Ichke-Jergez består i huvudsak av gräsmarker.